# Andrés Trapiello
Andrés García Trapiello (Manzaneda de Torío, León, 10 de junio de 1953) es un escritor y editor español. Es autor de Salón de pasos perdidos, calificado por él mismo como novela en marcha, y del que han aparecido veinticuatro tomos hasta la fecha.

## Biografía

### Primeros años
Andrés García Trapiello nació en Manzaneda de Torío, provincia de León, en 1953, uno de los nueve hijos de un campesino y comerciante falangista acomodado, Porfirio García, casado con Laura Trapiello. Dos años después la familia se trasladó a León para vivir en casa del abuelo paterno. Varios miembros de su familia han tenido inclinaciones humanísticas: un tío cura, César Trapiello, dibujante de historietas y periodista, de quien fue monaguillo, lo introdujo en la lectura; un tío abuelo, José Trapiello, fue poeta modernista; y su hermano Pedro García Trapiello es periodista.
Estudió bachillerato interno en un colegio de dominicos y el PREU con los maristas de Palencia. Tras un viaje a Marsella, donde trabajó como camarero, ingresó a fines de 1970 en un monasterio dominico de Caleruega (Burgos), pero fue expulsado a los dos meses por descreído y por rechazar la autoflagelación. Su padre le echó de casa después cuando descubrió bajo su cama algunos números de Mundo Obrero. Estuvo luego cinco meses en Madrid con unos anarquistas y en una pensión, subsistiendo con empleos de mala muerte. Después hizo estudios de filología, aunque sin completarlos, en la Universidad de Valladolid, atraído a esa ciudad por la falsa promesa de trabajar en la fábrica de un tío paterno suyo. Por entonces ingresó en la Joven Guardia Roja y ya escribía y colaboraba en la prensa. Militaba, según declaró en una entrevista, en el maoísta Partido Comunista de España Internacional (PCE(i)), del que fue purgado en 1974 por «revisionista y drogadicto».

### Trayectoria
En 1975 marchó a Madrid, donde actualmente reside, contratado como redactor de una revista de arte, Guadalimar. Asimismo trabajó hasta 1979 en el programa cultural de TVE Encuentros con las letras; allí conoció a su mujer, Miriam Moreno (1954), con la que tiene dos hijos. Dirigió las revistas Entregas de la Ventura y Número, y en 1981 participó en la refundación de la editorial Trieste. También colabora con la editorial granadina Comares.
Conoció y estimó a Ramón Gaya, a quien considera su mentor:

Era en cierto modo el padre y el maestro y el amigo que no habíamos tenido de jóvenes, sin pretender ser él para nosotros ninguna de las tres cosas. Con Gaya estabas al lado y tenías que entender por tu cuenta lo que era, lo que había sido, sus silencios y lo que decía, todo. Porque él no te lo iba a explicar. Al fin comprendimos que había una España de la que podíamos sentirnos orgullosos, de la que teníamos la obligación de formar parte, una España que debíamos conservar, cuidar y legar. La España de Cervantes y Velázquez, la de Galdós y la de JRJ, y yo hoy añadiría, la España de Gaya. Él lo llamó a eso «el milagro español». Nos señaló pintores, lecturas, ciudades, personas, actitudes. Nos enseñó a leer el pasado sin beatería ni resentimiento, con naturalidad, nos habló de la naturalidad como cualidad del sentimiento, y el sentimiento del arte como la propia naturaleza de este. Nos enseñó sobre todo a considerar el arte como vida y nos recordó que hay una cierta salvación en el arte, asunto este en el que ahora trabaja Miriam. A mí me enseñó también a mirar los años de la guerra como nadie lo había hecho antes.

Su novela El buque fantasma (1992) fue acogida con hostilidad por la crítica literaria de izquierdas, a causa de haber editado poco antes al falangista Sánchez Mazas. Es sobre todo conocido por su diario (del que, hasta el momento, ha publicado 24 volúmenes, que reciben el nombre conjunto de Salón de Pasos Perdidos) y sus novelas. También se ha dedicado a la investigación de la historia literaria, especialmente centrada en algunos escritores recurrentes: Cervantes, Galdós, Juan Ramón Jiménez y Unamuno, además de ser autor de títulos abiertos al gran público. Más que como investigador académico al uso, se identificaría como un ávido lector.
En uno de sus ensayos, sin duda el más conocido y extenso, Las armas y las letras. Literatura y guerra civil (1936-1939), estudia el comportamiento de los escritores e intelectuales en ese período, tanto entre quienes tomaron partido por los sublevados (como Torrente Ballester, Álvaro Cunqueiro, Rafael Sánchez Mazas o Agustín de Foxá) como por los republicanos (Antonio Machado, Rafael Alberti, Bergamín, Miguel Hernández, García Lorca, etc.), así como de los no alineados (Pío Baroja, Azorín, Unamuno, Manuel Chaves Nogales, Clara Campoamor). Interesado por el fascismo literario, ha rescatado la obra de algunos destacados autores falangistas, concluyendo que estos «ganaron la guerra, pero perdieron las páginas de los manuales de la literatura». Son apreciados sus conocimientos y su ingenio como escritor mordaz. Sin embargo, las principales críticas que recibe su modo de abordar la figura y obras de los escritores del periodo son una investigación poco rigurosa y la pobreza en el manejo de fuentes. El crítico José Luis García Martín, tras confesar su admiración por Andrés Trapiello, afirma que «ya sabemos que su rigor, a la hora de citar y de historiar la literatura española (una de sus aficiones) no resulta excesivo». El propio Trapiello anticipaba en 1993 la crítica, reconociendo que Las armas y las letras es un híbrido entre literatura, historia y política: «Para ser un libro de historia le faltan fechas; para serlo de crítica una visión de conjunto y maneras que no tiene. Quizá, como la vida sea un híbrido».

### Actividad política

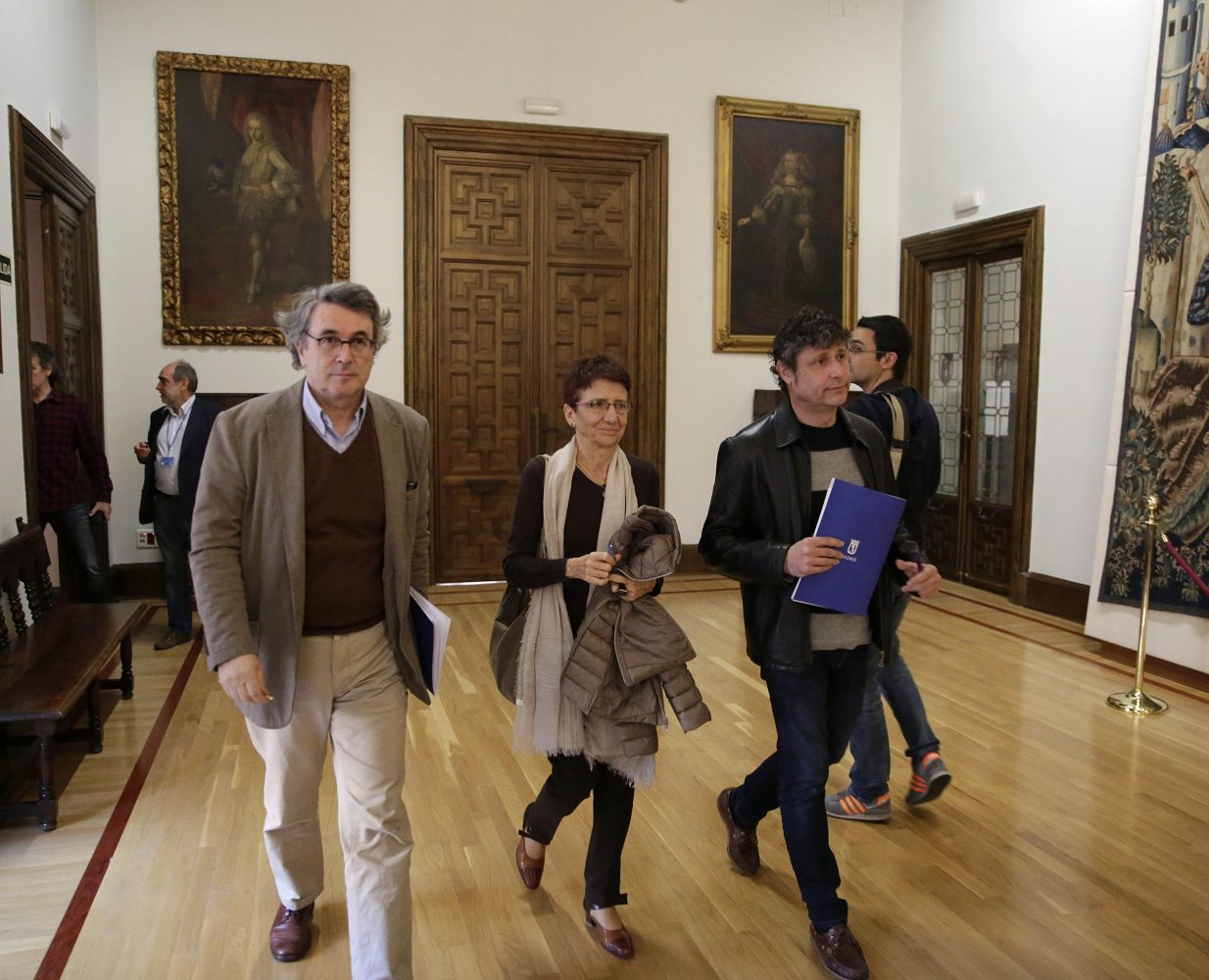
En marzo de 2017 con otros vocales del Comisionado de Memoria Histórica, ente del Ayuntamiento de Madrid, para el que fue propuesto por Ciudadanos

Trapiello, que ha defendido que «no hay que politizar el pasado», fue candidato al Senado por Madrid en las listas de UPyD para las elecciones generales del 2015 y uno de los vocales, propuesto por Ciudadanos, del Comisionado de la Memoria Histórica, ente creado por el Ayuntamiento de Madrid en 2016, al que se le encomendó la elaboración de un informe acerca del cambio de denominación de viales del callejero de Madrid en aras del cumplimiento de la Ley de Memoria Histórica, de la que, no obstante, es un detractor.
El 13 de junio de 2021 leyó el manifiesto de la plataforma cívica Unión 78 en el escenario de la plaza de Colón de Madrid con motivo de la manifestación contra los indultos que el gobierno del PSOE iba a conceder a los catalanes independentistas presos desde el otoño de 2017 por el proceso soberanista de Cataluña. Tras él intervinieron Yeray Mellado, presidente de la asociación S'ha Acabat!, y Rosa Díez, expresidenta de UPyD y fundadora de Unión 78.

## Obras

### Poesía
- Junto al agua (1980)
- Las tradiciones (1982)
- La vida fácil (1985)
- El mismo libro (1989)
- Las tradiciones (1991), recopilación de su primera obra poética 1979-1990
- Acaso una verdad (1993)
- Rama desnuda, 1993-2001 (2001)
- Un sueño en otro (2004)
- Segunda oscuridad (2012)
- Y (2018)

### Novelas y relatos
- La tinta simpática (1988)
- El buque fantasma[7] (1992)
- La malandanza (1996)
- Días y noches (2000)
- La noche de los cuatro caminos. Madrid, 1945 (2001)
- Los amigos del crimen perfecto (2003)
- Al morir don Quijote (2004)
- Los confines (2009)
- Ayer no más (2012)
- El final de Sancho Panza y otras suertes (2014)
- Me piden que regrese (2024)

### Diarios
Se han editado más de veinte tomos de su diario Salón de pasos perdidos en la editorial Pre-Textos. En 1999 apareció Capricho extremeño, una selección de extractos de su diario con centro temático en el campo de Extremadura; en 2011 se publicó una edición revisada.
1. El gato encerrado, 1987 (1990)
2. Locuras sin fundamento, 1988 (1992)
3. El tejado de vidrio, 1989 (1994)
4. Las nubes por dentro, 1990 (1995)[7]
5. Los caballeros del punto fijo, 1991 (1996)[7]
6. Las cosas más extrañas, 1992 (1997)[7]
7. Una caña que piensa, 1993 (1998)
8. Los hemisferios de Magdeburgo, 1994 (1999)
9. Do fuir, 1995 (2000)
10. Las inclemencias del tiempo, 1996 (2001)
11. El fanal hialino, 1997 (2002)
12. Siete moderno, 1998 (2003)
13. El jardín de la pólvora, 1999 (2005)
14. La cosa en sí, 2000 (2006)
15. La manía, 2001 (2007)
16. Troppo vero, 2002 (2009)
17. Apenas sensitivo, 2003 (2011)
18. Miseria y compañía, 2004 (2013)
19. Seré duda, 2005 (2015)
20. Sólo hechos, 2006 (2016)
21. Mundo es, 2007 (2017)
22. Diligencias, 2008 (2019)
23. Quasi una fantasía, 2009 (2021)
24. Éramos otros, 2010 (2023)

### Artículos
La colección Los desvanes reúne sus artículos periodísticos y otras colaboraciones:
1. Mil de mil, 1985-1995 (1995)
2. Todo es menos, 1985-1997 (1997)
3. El azul relativo, 1997 (1999)
4. La brevedad de los días, 1998 (2000)
5. Tururú... y otras porfías, 1999 (2001)
6. Sí y no, 2000 (2002)
7. Mar sin orilla, 1997-2001 (2002)
8. Contra toda evidencia, 2001 (2004)
9. Ya somos dos, 2002 (2004)
10. Naranjas de la mar, 2003 (2007)
11. Más o menos, 2004 (2007)
12. Ni tuyo ni mío, 2005 (2009)
13. Los baluartes, 2006 (2009)
14. Costanilla de los desamparados, 2007 (2017)
15. Negocios pendientes, 2008 (2017)
16. Si me adorares, 2009 (2022)
17. Extraño país este, 2010 (2022)

### Ensayo
- Experiencia plástica de Gabarrón (1977), con prólogo de Miguel Fernández-Braso
- Las vidas de Miguel de Cervantes (1993)[21]
- Las armas y las letras. Literatura y guerra civil, 1936-1939 (1994)[22]
- Clásicos de traje gris (1997)
- Los nietos del Cid. La nueva edad de oro, 1898-1914 (1997)[21]
- Sólo eran sombras (1997)
- Viajeros y estables (1998)
- El escritor de diarios (1998)
- Los caminos de vuelta (2000)
- Madrid 1945. La noche de los Cuatro caminos (2001)
- El arca de las palabras (2004)
- ... y Cervantes (2005)
- Imprenta moderna (2006)
- La seda rota (2006), con fotografías de Juan Manuel Castro Prieto
- Los vagamundos (2011)
- El Rastro (2018)
- Un poco de compañía. Impromptu barojiano (2019)
- Madrid (2020)
- La fuente del encanto. Poemas de una vida, 1980-2021 (2021)

### Algunas antologías y libros colectivos
- José Luis García Martín, La generación de los 80 (1988)
- José Enrique Martínez, Antología de poesía española, 1975-1995 (1991)
- Juan Manuel Bonet, Visiones de Madrid (1991)
- Eligio Rabanera, El sindicato del crimen (1994)
- Miguel García-Posada, La nueva poesía, 1975-1992 (1996)
- Crónica de la Guerra Civil española (1996)
- Aquel verano, aquel amor. 33 escritores confiesan un amor de verano (1997)
- Germán Yanke, Los poetas tranquilos (1998)
- El último tercio del siglo. Antología consultada de la poesía española, 1968-1998 (1998)
- Gentes del 98 (1998)
- Juliana Chaverrías Álvarez y Marcelino Jiménez León, 18 poetas españoles del milenio (2000)
- Jesús Munárriz, Un siglo de sonetos en español (2000)
- Juan Cano Ballesta, Poesía española reciente, 1980-2000 (2001)
- José Pérez Olivares, El hacha y la rosa. Tres décadas de poesía española (2001)
- Con otra mirada. Una visión de la enfermedad desde la literatura y el humanismo (2001)
- Nosotros los solitarios (2001)
- Manuel Hidalgo, Fobias (2002)
- Madrid once de marzo (2004)
- Poésie espagnole contemporaine (2006)
- Luis Alberto de Cuenca, Antología del relato español (2006)
- Antonio Manilla y Román Piña, La casa del poeta (2007)
- Marta Sanz Pastor, Metalingüísticos y sentimentales. Antología de la poesía española, 1966-2000 (2007)
- Luis Alberto de Cuenca, Diez poetas de los ochenta (2007)
- Francisco Gutiérrez Carbajo y José Luis Martín Nogales,  Artículos literarios en la prensa, 1975-2005 (2007)
- Emilio Coco, Poeti spagnoli contemporanei (2008)
- Javier Muguerza y Yolanda Ruano de la Fuente, Occidente, razón y mal (2008)
- Miradas sobre Extremadura (2008)
- Francisco Rico, Mil años de poesía española (2009)
- Manuel Hidalgo y Amparo Serrano de Haro, Otro final (2009)
- Ignacio Martínez de Pisón, Partes de guerra (2009)

### Edición
Ha preparado ediciones de Miguel de Unamuno, Juan Ramón Jiménez, José Bergamín, Manuel Machado, Ramón Gaya, Ramón Gómez de la Serna, Rafael Sánchez Mazas o José Gutiérrez Solana, entre otros. Ha puesto en castellano actual íntegra y fielmente Don Quijote de la Mancha de Miguel de Cervantes.
Dirigió la editorial Trieste con Valentín Zapatero, y en la actualidad dirige la colección La Veleta de la editorial granadina Comares.

## Premios
- Premio Internacional de Novela Plaza & Janés, 1992, por El buque fantasma
- Premio de la Crítica de poesía castellana, 1993, por Acaso una verdad
- Premio don Juan de Borbón, 1995, por Las armas y las letras. Literatura y guerra civil 1936-1939
- Premio de las Letras de la Comunidad de Madrid, 2002
- Premio Nadal, 2003, por Los amigos del crimen perfecto
- Premio a la mejor novela extranjera en China, 2005, por Los amigos del crimen perfecto
- Premio Fundación José Manuel Lara, 2005, por Al morir don Quijote
- Prix Européen Madeleine Zepter a la mejor novela extranjera, 2005, por Al morir don Quijote
- Premio Nacional de Periodismo Miguel Delibes, 2005, por el artículo «El arca de las palabras», publicado en La Vanguardia el 23 de abril de 2005
- Premio Julio Camba, 2007
- Premio Francisco Valdés, 2009
- Premio Castilla y León de las Letras, 2010
- Mejor novela para los lectores de El País, 2012,[23] por Ayer no más
- Premio de los libreros 2021, en la categoría de ensayo, por la obra Madrid[24]
- Premio Mariano de Cavia, 2022[25]